# Gabrielsholmen
Gabrielsholmen est une île norvégienne du comté de Hordaland appartenant administrativement à Bergen.

## Description
Rocheuse et désertique, elle s'étend sur environ 56 m de longueur pour une largeur approximative de 37 m. 